# خلطان شرقي
خلطان شرقي (بالكردية: Xaltê Şerqî‏) هي قرية سوريّة تتبع إداريّاً لمحافظة حلب منطقة عفرين ناحية جنديرس، وبلغ تعداد سكانها 1,206 نسمة حسب قيود السجل المدني لنهاية عام 2005.

## التسمية
كانت القرية تُعرف سابقًا باسم خالتان (بالكردية: Xalta‏)، و«خالتا» اسم منطقة وعشيرة كرديّة حسب الدكتور محمد عبدو علي. كما هناك قسم آخر من القرية وهو خلطان غربي.